# アナトリー・トルビン
- アナトリー・トゥルービン

アナトリー・トルビン（Anatoliy Trubin、2001年8月1日 - ）は、ウクライナ・ドネツィク出身の同国代表プロサッカー選手。SLベンフィカ所属。ポジションはGK。

## 経歴

### クラブ
地元クラブであるFCシャフタール・ドネツクのアカデミーで育成された。2019年5月26日のFCイリチヴェツ・マリウポリ戦でトップチームデビューを飾った。
2023年8月10日、SLベンフィカに移籍した。5年契約で、移籍金は1000万ユーロとみられている。

### 代表
2021年3月31日、2022 FIFAワールドカップ・ヨーロッパ予選のカザフスタン代表戦でウクライナ代表デビュー。
UEFA EURO 2024では、初戦で3失点を喫し敗れたアンドリー・ルニンに代わって第2節スロバキア戦で先発に抜擢。チームの勝利に貢献するなどチームも復調したように見えたが、最終的に得失点差でチームは敗退した。

## タイトル
シャフタール・ドネツク
- ウクライナ・プレミアリーグ: 2018-19, 2019-20
- ウクライナ・カップ: 2018-19